# Dänische Badmintonmeisterschaft 1962
Die Dänische Badmintonmeisterschaft 1962 fand vom 3. bis zum 6. Februar 1962 in Kopenhagen statt. Es war die 32. Austragung der nationalen Titelkämpfe im Badminton in Dänemark.

## Titelträger
| Disziplin    | Sieger                                                  |
| ------------ | ------------------------------------------------------- |
| Herreneinzel | Erland Kops, Københavns BK                              |
| Dameneinzel  | Karin Jørgensen, Københavns BK                          |
| Herrendoppel | Finn Kobberø Jørgen Hammergaard Hansen, Københavns BK   |
| Damendoppel  | Karin Jørgensen Ulla Rasmussen, Københavns BK           |
| Mixed        | Finn Kobberø, Københavns BK Kirsten Thorndahl, Valby BC |